# Hackney
Městská část Hackney, oficiální název - London Borough of Hackney, je městským obvodem na severovýchodě Londýna a je součástí Vnitřního Londýna.
Na rozdíl od jiných městských částí je řízena přímo voleným starostou.
Vznikla v roce 1965 a zahrnuje bývalé metropolitní části Hackney, Shoreditch a Stoke Newington.

## Definice městské části
Tato oblast je známá jako jedna z nejchudších částí Londýna. Navzdory tomu je to oblast značných kontrastů. Jižní část hraničí s City a je v blízkosti kancelářského komplexu Broadgate.

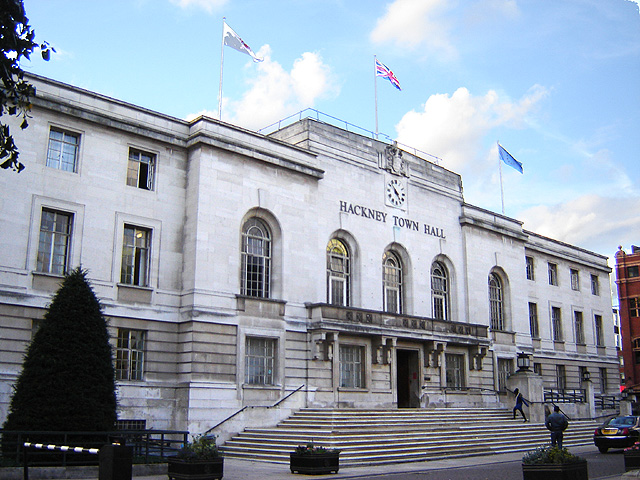
Radnice Hackney, postavená v roce 1930 pro metropolitní oblast

Na jihozápadě se nachází Hoxton a Shoreditch, centrum umělecké scény Londýna a sídlo mnoha klubů, barů, obchodů a restaurací, hlavně na Hoxton Square. Rozvoj Shoreditchu a Hoxtonu způsobil zvýšení ceny pozemků v této oblasti, a tak byly hledány jiné oblasti v této části města. Větší část Hackney má městský charakter a v oblasti Dalstonu vedle sebe leží velké obytné bloky a plochy oddělených rodinných domků.
Hlavní komerční centrum obvodu je označováno jako Hackney Central pro odlišení od označení celé městské části. Jižní Hackney se dotýká s Victoria Park a v této oblasti také zůstaly nedotčené terasovité obytné domy ve viktoriánském a edvardiánském stylu.
Na severu obvodu je Clapton, Stamford Hill a Stoke Newington, které mají spíše charakter předměstí. Na východě se vyskytují velká otevřená prostranství mokřin Hackney Marsches a obvody Hackney Wick a Homerton. Na březích řeky Lea existují zbytky lehkého průmyslu; tato oblast byla rekonstruována pro Letní olympijské hry 2012.

## Obvody městské části

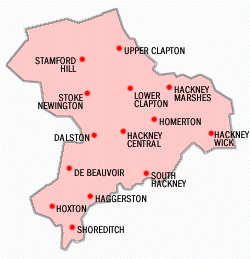
Hackney s vyznačením některých míst

- Dalston
- De Beauvoir Town
- Hackney Downs
- Hackney Central
- Hackney Marshes
- Hackney Wick
- Haggerston
- Homerton
- Hoxton
- Kingsland
- Lea Bridge
- London Fields
- Lower Clapton
- Shacklewell
- Shoreditch
- South Hackney
- Stamford Hill
- Stoke Newington
- Upper Clapton

## Doprava
Hackney je jedinou městskou částí Vnitřního Londýna, v němž nejsou zastávky metra jinde než na hranicích s jinými obvody. Stanice Manor House je na severozápadě obvodu na hranici s Haringey a Old Street na jihozápadě u hranic s Islingtonem.
Londýnská dopravní organizace Transport for London plánuje rozšíření trasy metra East London Line napříč obvodem a rekonstruovat nevyužívané trasy mezi Dalston Junction a Broad Street se stanicemi v Shoreditch High Street, Hoxton, Haggerston a Dalston Junction. Po rekonstrukci bude trasa předána organizaci Network Rail, která provozuje spojení z Hackney na jih Londýna.

### Železniční zastávky v obvodu
Zastávky trasy North London Line dopravce Silverlink:
- Dalston Kingsland railway station
- Hackney Central railway station
- Homerton railway station
- Hackney Wick railway station

Zastávky trasy West Anglia dopravce one:
- Stamford Hill railway station
- Stoke Newington railway station
- Rectory Road railway station
- Clapton railway station
- Hackney Downs railway station
- London Fields railway station